# Tony Beltran
Tony Beltran (Claremont, 11 de outubro de 1987), é um futebolista norte-americano que atua como Lateral-Direito,zagueiro. Atualmente, joga pelo Real Salt Lake.

## Estatísticas

### Clube
| Performance    | Performance    | Performance         | Liga | Liga | Copa     | Copa     | Copa da Liga | Copa da Liga | Continental | Continental | Total | Total |
| Tempo          | Clube          | Liga                | Part | Gols | Part     | Gols     | Part         | Goals        | Part        | Gols        | Apps  | Gols  |
| EUA            | EUA            | EUA                 | Liga | Liga | Open Cup | Open Cup | MLS Cup      | MLS Cup      | CONCACAF    | CONCACAF    | Total | Total |
| -------------- | -------------- | ------------------- | ---- | ---- | -------- | -------- | ------------ | ------------ | ----------- | ----------- | ----- | ----- |
| 2008           | Real Salt Lake | Major League Soccer | 15   | 0    | -        | -        | 0            | 0            | -           | -           | 15    | 0     |
| 2009           | Real Salt Lake | Major League Soccer | 23   | 0    | -        | -        | 1            | 0            | -           | -           | 24    | 0     |
| 2010           | Real Salt Lake | Major League Soccer | 18   | 0    | -        | -        | 1            | 0            | 3           | 0           | 22    | 0     |
| 2011           | Real Salt Lake | Major League Soccer | 22   | 0    | 2        | 1        | 2            | 0            | 4           | 0           | 30    | 1     |
| 2012           | Real Salt Lake | Major League Soccer | 32   | 0    | 0        | 0        | 2            | 0            | 0           | 0           | 34    | 0     |
| 2013           | Real Salt Lake | Major League Soccer | 25   | 0    | 4        | 1        | 5            | 0            | -           | -           | 34    | 1     |
| 2014           | Real Salt Lake | Major League Soccer | 29   | 0    | 2        | 0        | -            | -            | 31          | 0           |       |       |
| Total          | Real Salt Lake | Major League Soccer | 164  | 0    | 6        | 2        | 13           | 0            | 7           | 0           | 190   | 2     |
| Total Carreira | Total Carreira | Total Carreira      | 164  | 0    | 6        | 2        | 13           | 0            | 7           | 0           | 190   | 2     |

### Internacional
| Seleção        | Ano   | Apps | Gols |
| Estados Unidos | 2013  | 2    | 0    |
| Estados Unidos | 2014  | 1    | 0    |
| Total          | Total | 3    | 0    |
| -------------- | ----- | ---- | ---- |